# Chilobrycon deuterodon
Chilobrycon deuterodon är en fiskart som beskrevs av Jacques Géry och De Rham, 1981. Chilobrycon deuterodon ingår i släktet Chilobrycon och familjen Characidae. Inga underarter finns listade i Catalogue of Life.